# Bulbophyllum carinilabium
Bulbophyllum carinilabium là một loài phong lan thuộc chi Bulbophyllum.